# Sam Larsson
Sam Andreas Larsson (Göteborg, 10 april 1993) is een Zweeds voetballer die bij voorkeur als linksbuiten speelt. Eind februari 2020 verruilde hij Feyenoord voor Dalian Professional FC. Larsson is de jongere broer van profvoetballer Daniel Larsson. Toen Sam Larsson in de jeugd voetbalde werd hij gescout door Malmö FF. Hij besloot niet naar deze club te gaan.

## Clubcarrière
Larsson verruilde in januari 2010 IK Zenith voor IFK Göteborg. Hij debuteerde voor IFK Göteborg in 2012. In het voetbalseizoen 2013 speelde hij 29 competitiewedstrijden, waarin hij vier doelpunten maakte en acht assists gaf. Met IFK Göteborg werd Larsson in 2013 landskampioen.
Voor sc Heerenveen maakte hij zijn competitiedebuut op 23 augustus 2014 in een duel tegen SBV Excelsior. Hij scoorde in die wedstrijd in de 89ste minuut op aangeven van Yanic Wildschut, waarmee hij de eindstand op 2–0 bepaalde. In zijn debuutseizoen bij sc Heerenveen kwam Larsson tot 31 wedstrijden en 8 doelpunten. In zijn hele periode bij de club speelde hij 104 keer en scoorde hij 23 keer.
Op 21 augustus 2017 ondertekende Larsson een contract van 4 jaar bij Feyenoord. Hij debuteerde voor die club op 9 september 2017 tegen Heracles Almelo door in minuut 68 Jean-Paul Boëtius te vervangen. Tevens scoorde hij zijn eerste doelpunt door het laatste doelpunt in een 4–2 winst te scoren (het doel was leeg). Op 13 september debuteerde Larsson in de groepsfase van een Europees toernooi. Zijn invalbeurt tegen Manchester City in de Champions League had kon een 4–0 verlies niet voorkomen. In de bekerwedstrijd tegen VV Gemert op 25 oktober 2017 scoorde de Zweed een hattrick in de met 4–1 gewonnen wedstrijd. In hetzelfde toernooi maakte hij al eerder zijn basisdebuut tegen ADO Den Haag.
Op 28 februari 2020 ondertekende Larsson een contract van 3 jaar bij Dalian Professional FC.

## Clubstatistieken
| Seizoen         | Club            | Competitie      | Competitie | Competitie | Beker | Beker | Internationaal | Internationaal | Overig | Overig | Totaal | Totaal |
| Seizoen         | Club            | Competitie      | Wed.       | Dlp.       | Wed.  | Dlp.  | Wed.           | Dlp.           | Wed.   | Dlp.   | Wed.   | Dlp.   |
| --------------- | --------------- | --------------- | ---------- | ---------- | ----- | ----- | -------------- | -------------- | ------ | ------ | ------ | ------ |
| 2012            | IFK Göteborg    | Allsvenskan     | 2          | 0          | 0     | 0     | —              | —              | —      | —      | 2      | 0      |
| 2013            | IFK Göteborg    | Allsvenskan     | 29         | 4          | 6     | 0     | 2              | 0              | —      | —      | 37     | 4      |
| 2014            | IFK Göteborg    | Allsvenskan     | 18         | 2          | 5     | 2     | 6              | 0              | —      | —      | 29     | 4      |
| Club totaal     | Club totaal     | Club totaal     | 49         | 6          | 11    | 2     | 8              | 0              | 0      | 0      | 68     | 8      |
| 2014/15         | sc Heerenveen   | Eredivisie      | 21         | 8          | 0     | 0     | —              | —              | 4      | 0      | 25     | 8      |
| 2015/16         | sc Heerenveen   | Eredivisie      | 34         | 6          | 3     | 0     | —              | —              | —      | —      | 37     | 6      |
| 2016/17         | sc Heerenveen   | Eredivisie      | 31         | 9          | 3     | 0     | —              | —              | 2      | 0      | 36     | 9      |
| Club totaal     | Club totaal     | Club totaal     | 86         | 23         | 6     | 0     | 0              | 0              | 6      | 0      | 98     | 23     |
| 2017/18         | Feyenoord       | Eredivisie      | 19         | 4          | 4     | 4     | 6              | 0              | 0      | 0      | 29     | 8      |
| 2018/19         | Feyenoord       | Eredivisie      | 32         | 6          | 4     | 1     | 2              | 0              | 1      | 0      | 39     | 7      |
| 2019/20         | Feyenoord       | Eredivisie      | 21         | 4          | 3     | 0     | 10             | 2              | 0      | 0      | 34     | 6      |
| Club totaal     | Club totaal     | Club totaal     | 72         | 14         | 11    | 5     | 18             | 2              | 1      | 0      | 102    | 21     |
| 2020            | Dalian Pro      | Super League    | 13         | 3          | 0     | 0     | —              | —              | 5      | 1      | 18     | 4      |
| 2021            | Dalian Pro      | Super League    | 8          | 3          | 0     | 0     | —              | —              | 2      | 0      | 10     | 3      |
| Club totaal     | Club totaal     | Club totaal     | 21         | 6          | 0     | 0     | 0              | 0              | 7      | 1      | 28     | 7      |
| Carrière totaal | Carrière totaal | Carrière totaal | 228        | 49         | 28    | 7     | 26             | 2              | 14     | 0      | 296    | 58     |

 Bijgewerkt op 22 mei 2022.

## Interlandcarrière
Larsson debuteerde in 2013 in het Zweeds voetbalelftal onder 21, waarvoor hij één doelpunt maakte in zes interlands. Daarvóór speelde hij voor Zweden -19. Larsson debuteerde op 15 november 2016 in het Zweeds voetbalelftal, tijdens een met 0–2 gewonnen oefeninterland in en tegen Hongarije. Die wedstrijd maakte hij ook zijn eerste interlanddoelpunt, de 0–1 in de dertigste minuut.
| Interlands van Sam Larsson voor Zweden | Interlands van Sam Larsson voor Zweden | Interlands van Sam Larsson voor Zweden | Interlands van Sam Larsson voor Zweden | Interlands van Sam Larsson voor Zweden | Interlands van Sam Larsson voor Zweden |
| №                                      | Datum                                  | Wedstrijd                              | Uitslag                                | Competitie                             | Doelpunten                             |
| Als speler bij sc Heerenveen           | Als speler bij sc Heerenveen           | Als speler bij sc Heerenveen           | Als speler bij sc Heerenveen           | Als speler bij sc Heerenveen           | Als speler bij sc Heerenveen           |
| -------------------------------------- | -------------------------------------- | -------------------------------------- | -------------------------------------- | -------------------------------------- | -------------------------------------- |
| 1                                      | 15 november 2016                       | Hongarije – Zweden                     | 0 – 2                                  | Vriendschappelijk                      | 30'                                    |
| 2                                      | 28 maart 2017                          | Portugal – Zweden                      | 2 – 3                                  | Vriendschappelijk                      |                                        |
| 3                                      | 13 juni 2017                           | Noorwegen – Zweden                     | 1 – 1                                  | Vriendschappelijk                      |                                        |
| Als speler bij Feyenoord               |                                        |                                        |                                        |                                        |                                        |
| 4                                      | 6 september 2018                       | Oostenrijk – Zweden                    | 2 – 0                                  | Vriendschappelijk                      |                                        |

Bijgewerkt op 6 september 2018.

## Erelijst
| Competitie           |              |              |              |              |
| Competitie           | Aantal       | Jaren        |              |              |
| IFK Göteborg         | IFK Göteborg | IFK Göteborg | IFK Göteborg | IFK Göteborg |
| -------------------- | ------------ | ------------ | ------------ | ------------ |
| Svenska Cupen        | 1x           | 2012/13      |              |              |
| Feyenoord            |              |              |              |              |
| KNVB beker           | 1x           | 2017/18      |              |              |
| Johan Cruijff Schaal | 1x           | 2018         |              |              |